# 니시닛폰 파이레츠
니시닛폰 파이레츠(일본어: 西日本パイレーツ 니시닛폰 파이레츠[*], 영어: Nishinippon Pirates)는 1950년에 존재했던 일본 프로 야구의 센트럴 리그 소속 구단이다. 회사명은 서일본 야구 주식회사(西日本野球株式会)였다.

## 구단의 역사
일본 프로 야구가 2리그로 분리된 1949년 시즌에 센트럴 리그에 가입했다. 모회사는 서일본 신문이었으며 본사가 있는 후쿠오카시의 헤이와다이 구장을 홈구장으로 사용했다.
본래는 서일본 철도와 공동으로 구단을 수립해 경영은 서일본 철도 측이, 홍보는 서일본 신문 측에서 담당할 예정이었으나 사철 조합으로 퍼시픽 리그에 가입하려 한 니시테쓰 클리퍼스에 대해 서일본 신문은 정치·경제 뉴스를 요미우리 신문(요미우리 자이언츠의 모회사)에 의존했기 때문에 직접 구단을 창설하여 센트럴 리그에 가맹하게 되었다.
후쿠오카의 헤이와다이 구장을 같이 홈구장으로 사용했던 니시테쓰에 비해 센트럴 리그의 인기 있는 요미우리 전 등으로 관중 동원 등의 인기면에서는 위였으나 선수 영입이나 연봉 측면에서 서일본 신문이 프로 야구의 흥행에 익숙하지 못했다. 이것이 화가 되어 자가 부담으로 주최 경기를 실시하지 못했고 8월에는 급여를 지급하지 못하는 사태도 일어나게 되었다. 결국 니시테쓰와 같이 하위권에 침체되어 8구단 중 6위를 차지했다. 경영 악화로 서일본 신문이 인수를 제안할 것을 예상한 니시테쓰 측에서 클리퍼스의 팀 강화를 도모하는 인수 합병을 제의했고, 9월에 정식적으로 합병에 관한 계약을 체결했다.
1950년 시즌 종료 후 요미우리가 제창한 '센트럴 리그 6팀(히로시마 카프와 다이요 웨일스의 합병과 니시닛폰의 해체)' 주장에 반발해 요미우리의 총감독이었던 미하라 오사무를 감독으로 초빙해 팀 전력의 향상을 목표로 했으나 이 때 아오타 노보루가 미하라에게 이적을 거부하겠다고 단언한 것에서 사태가 악화되어 리그에서 고립되었다.
1951년 개막 전에 "요미우리의 횡포를 견딜 수 없다"는 성명을 내놓았다. 이후 전격적으로 퍼시픽 리그의 니시테쓰 클리퍼스와 합병해 니시테쓰 라이온스(西鉄ライオンズ)가 되었다. 하지만 합병 당시 요미우리가 "니시닛폰 선수의 보유권은 센트럴 리그에 있다"는 주장을 함으로써(당시 야구 협약은 발효하지 않았기 때문이다) 미나미무라 유코와 히라이 사부로가 요미우리로 이적하게 되었다(히비노 다케시는 임시 구속되었으나 후에 니시테쓰로 복귀).
한편 니시테쓰 라이온스의 후신에 해당하는 사이타마 세이부 라이온스는 구단 역사상 니시닛폰 파이레츠는 방계 취급을 하고 있으며, 결성년도 및 기타 기록은 일절 포함하지 않고 있으며 이 탓인지 1992년 지바로 옮긴 롯데가 한때 '파이레츠'를 팀명 물망에 올렸지만  이 팀이 나오는 만화 이미지가 센 데다 '파이레츠' 권한을 갖고 있는 세이부가 반발할 것이 커서 '마린스'로 선회했다.
또한 리그가 분리되고 나서 가장 먼저 일본 프로 야구 계를 떠난 일본 프로 야구 구단이며 1시즌 밖에 활동하지 않았다. 이는 일본 프로 야구에서 소멸한 9구단 중 유일하다.

## 팀의 특징
신예 구단답게 시게마쓰 마치오, 모리 고타로, 쓰카모토 히로요시, 히비노 다케시 등의 전쟁 전부터 활약했던 고참 선수들과 다베 데루오, 히라이 사부로, 오가타 도시아키, 세키구치 세이지 등의 신참 선수들이 주요 멤버로 있었다. 시게마쓰는 훗날 니시테쓰의 2군 감독을 지냈고 세키구치와 히비노는 니시테쓰 황금 시대의 멤버로써 활약했다.
리그는 결과적으로 6위에 그쳤지만, 개막 전에 한신 고시엔 구장에서 열린 '오사카 시장배 쟁탈 토너먼트 대회'에서는 1회전에서 요미우리 자이언츠에 6대 4, 준결승에서 쇼치쿠 로빈스에 7대 0, 결승에서 주니치 드래곤스에 11대 5로 그 해의 상위 3팀을 꺾고 우승했다.
1950년 6월 28일, 아오모리 시영 구장에서 열린 대 요미우리 10차전에서 후지모토 히데오에게 일본 프로 야구 사상 최초의 퍼펙트 게임을 당했다.

## 연도별 성적
| 연도   | 감독          | 순위 | 경기 | 승 | 패 | 무 | 승률 | 게임차 | 득점 | 실점 | 타율 | 홈런 | 도루 | 방어율 | 실책 |
| ------ | ------------- | ---- | ---- | -- | -- | -- | ---- | ------ | ---- | ---- | ---- | ---- | ---- | ------ | ---- |
| 1950년 | 고지마 데루오 | 6    | 136  | 50 | 83 | 3  | .376 | 48.0   | 633  | 759  | .261 | 106  | 165  | 4.66   | 235  |